# Wilhelm Glaser (Erfinder)
Wilhelm Glaser (* 16. Juni 1899 in Staffort; † 9. September 1968 in Untergrombach) war ein deutscher Elektromeister in Untergrombach und gilt als der Erfinder der Ortsrufanlagen.

## Leben und Wirken
Wilhelm Glaser wurde als Sohn des Eisenbahnschaffners Karl Friedrich Glaser geboren und wuchs in Staffort auf. Er erlernte das Elektrikerhandwerk und wurde Elektromeister. Nach der Heirat im Jahr 1922 eröffnete er ein Elektrounternehmen in Untergrombach. Der sehr aufgeschlossene und kreative Handwerker Glaser engagierte sich bei der aufstrebenden Elektrifizierung der Region Nordbaden und wurde zum Erfinder von Ortsrufanlagen. Er setzte als erster Röhrenverstärker für Ortsrufanlagen ein, eine Voraussetzung für die leitungsgebundene verständliche Nachrichtenübermittlung. Er installierte die erste Nachrichtenanlage am Hauptbahnhof Karlsruhe. Im Jahr 1939 wurde die erste Ortsrufanlage in Untergrombach installiert. Offensichtlich fehlten Glaser Geld und Zeit, ein Patent anzumelden, er soll aber, der Bedeutung der Erfindung entsprechend, im Berliner Reichspropagandaministerium empfangen worden sein. Um auch Erdkabel verlegen zu können, gründete er das Tiefbauunternehmen Glaser, das in den 1960er Jahren von seinem Sohn Gerhard A. Glaser übernommen und weitergeführt wurde. Nach seinem Berufsabschluss als Rundfunk- und Fernsehtechniker übernahm sein Sohn Friedhelm Glaser das Elektrounternehmen.